# Ріпкинська селищна рада
Ріпкинська се́лищна ра́да — адміністративно-територіальна одиниця та орган місцевого самоврядування в Ріпкинському районі Чернігівської області. Адміністративний центр — селище міського типу Ріпки.

## Загальні відомості
Ріпкинська селищна рада утворена у 1958 році.
- Територія ради: 93,737 км²
- Населення ради: 8 003 особи (станом на 2001 рік)

## Населені пункти
Селищній раді підпорядковані населені пункти:
- смт Ріпки
- с. Глиненка

## Склад ради
Рада складається з 30 депутатів та голови.
- Голова ради: Гарус Сергій Володимирович
- Секретар ради: Литвинюк Людмила Михайлівна

### Керівний склад попередніх скликань
| Прізвище, ім'я, по батькові | Основні відомості                                   | Дата обрання | Дата звільнення |
| --------------------------- | --------------------------------------------------- | ------------ | --------------- |
| Гарус Сергій Володимирович  | Селищний голова, 1966 року народження, освіта вища  | 26.03.2006   | 31.10.2010      |
| Гарус Сергій Володимирович  | Селищний голова, 1966 року народження, освіта вища, | 31.10.2010   |                 |

Примітка: таблиця складена за даними сайту Верховної Ради України

### Депутати
За результатами місцевих виборів 2010 року депутатами ради стали:

#### За суб'єктами висування
| Суб'єкт висування                                       | Кількість обраних депутатів | %    |
| ------------------------------------------------------- | --------------------------- | ---- |
| Політична партія «Сильна Україна»                       | 5                           | 16,7 |
| Самовисування                                           | 5                           | 16,7 |
| Партія регіонів                                         | 4                           | 13,3 |
| Соціалістична партія України                            | 4                           | 13,3 |
| Політична партія Всеукраїнське об'єднання «Батьківщина» | 3                           | 10   |
| Українська Народна Партія                               | 3                           | 10   |
| Комуністична партія України                             | 2                           | 6,7  |
| Народна партія                                          | 2                           | 6,7  |
| Єдиний Центр                                            | 1                           | 3,3  |
| Політична партія «Сила і честь»                         | 1                           | 3,3  |

#### За округами
| № округу                                                | Прізвище, ім'я, по батькові   | Дата визнання обраним | Освіта  | Партійна приналежність                        | Відомості про обраного депутата                                       |
| ------------------------------------------------------- | ----------------------------- | --------------------- | ------- | --------------------------------------------- | --------------------------------------------------------------------- |
| Єдиний Центр                                            |                               |                       |         |                                               |                                                                       |
| 6                                                       | Грузд Марія Яківна            | 03.11.2010            | середня | позапартійна                                  | пенсіонер                                                             |
| Комуністична партія України                             |                               |                       |         |                                               |                                                                       |
| 10                                                      | Баптідан Василь Миколайович   | 03.11.2010            | вища    | член Комуністичної партії України             | Естрадно — духовий оркестр відділу культури Ріпкинської РДА, музикант |
| 30                                                      | Єцкало Руслан Віталійович     | 03.11.2010            | вища    | член Комуністичної партії України             | тимчасово не працює                                                   |
| Народна Партія                                          |                               |                       |         |                                               |                                                                       |
| 14                                                      | Кудрик Валентина Олексіївна   | 03.11.2010            | вища    | член Народної партії                          | СК «Гарантія», заступник директора                                    |
| 17                                                      | Гордієнко Алла Михайлівна     | 03.11.2010            | вища    | член Народної партії                          | Ріпкинська селищна рада, секретар                                     |
| Партія регіонів                                         |                               |                       |         |                                               |                                                                       |
| 3                                                       | Криволап Володимир Данилович  | 03.11.2010            | вища    | член Партії регіонів                          | Ріпкинський РЕМ, майстер                                              |
| 4                                                       | Ревенок Віра Іллівна          | 03.11.2010            | вища    | член Партії регіонів                          | пенсіонер                                                             |
| 8                                                       | Божко Іван Васильович         | 03.11.2010            | вища    | член Партії регіонів                          | пенсіонер                                                             |
| 9                                                       | Примаченко Дмитро Юрійович    | 03.11.2010            | вища    | член Партії регіонів                          | тимчасово не працює                                                   |
| Політична партія Всеукраїнське об'єднання «Батьківщина» |                               |                       |         |                                               |                                                                       |
| 5                                                       | Чаус Валентина Миколаївна     | 03.11.2010            | вища    | позапартійна                                  | загальноосвітня школа смт Ріпки, вчитель                              |
| 16                                                      | Качан Микола Миколайович      | 03.11.2010            | вища    | член Всеукраїнського об'єднання «Батьківщина» | КП «Водоканал», майстер                                               |
| 25                                                      | Ковбаса Олена Миколаївна      | 03.11.2010            | вища    | позапартійна                                  | Ріпкинський центр дитячої та юнацької творчості, керівник гуртків     |
| Політична партія «Сила і Честь»                         |                               |                       |         |                                               |                                                                       |
| 27                                                      | Остапенко Валентина Василівна | 03.11.2010            | вища    | член Політичної партії «Сила і Честь»         | Ріпкинський РЕМ, інженер конт ролер                                   |
| Політична партія «Сильна Україна»                       |                               |                       |         |                                               |                                                                       |
| 7                                                       | Гладкий Юрій Петрович         | 03.11.2010            | вища    | член Політичної партії «Сильна Україна»       | ДЮСШ "Колос"смт Ріпки, директор                                       |
| 19                                                      | Литвинюк Людмила Михайлівна   | 03.11.2010            | вища    | член Політичної партії «Сильна Україна»       | Ріпкинська селищна рада, спеціаліст                                   |
| 20                                                      | Хіміч Юлія Вікторівна         | 03.11.2010            | вища    | член Політичної партії «Сильна Україна»       | тимчасово не працює                                                   |
| 22                                                      | Гладка Лариса Юріївна         | 03.11.2010            | вища    | член Політичної партії «Сильна Україна»       | Ріпкинська селищна рада, спеціаліст                                   |
| 26                                                      | Клименок Павло Михайлович     | 03.11.2010            | вища    | член Політичної партії «Сильна Україна»       | приватний підприємець                                                 |
| Соціалістична партія України                            |                               |                       |         |                                               |                                                                       |
| 2                                                       | Пась Антоніна Михайлівна      | 03.11.2010            | вища    | член Соціалістичної партії України            | ДЮСШ «Колос» смт Ріпки, головний бух галтер                           |
| 11                                                      | Решинська Тамара Миколаївна   | 03.11.2010            | вища    | член Соціалістичної партії України            | пенсіонер                                                             |
| 13                                                      | Яковенко Володимир Васильович | 03.11.2010            | вища    | член Соціалістичної партії України            | НАСК «Оранта», начальник                                              |
| 21                                                      | Кособуцька Наталія Олексіївна | 03.11.2010            | вища    | член Соціалістичної партії України            | фінансове управління Ріпкинської РДА, головний спеціаліст             |
| Українська Народна Партія                               |                               |                       |         |                                               |                                                                       |
| 1                                                       | Кедровська Любов Михайлівна   | 03.11.2010            | середня | член Української Народної Партії              | пенсіонер                                                             |
| 12                                                      | Коломієць Сергій Васильович   | 03.11.2010            | вища    | член Української Народної Партії              | тимчасово не працює                                                   |
| 15                                                      | Колбаса Сергій Валентинович   | 03.11.2010            | вища    | член Української Народної Партії              | редакція газети «Життя Полісся», завідувач відділу                    |
| Самовисування                                           |                               |                       |         |                                               |                                                                       |
| 18                                                      | Томилко Володимир Михайлович  | 03.11.2010            | вища    | позапартійний                                 | Ріпкинський РЕМ, інженер транспорту                                   |
| 23                                                      | Єцкало Любов Павлівна         | 03.11.2010            | вища    | позапартійна                                  | ДП ПМК-230, начальник відділу                                         |
| 24                                                      | Тимошенко Іван Степанович     | 03.11.2010            | вища    | позапартійний                                 | Ріпкинський РЕМ, інженер обслуговування юридичних осіб                |
| 28                                                      | Протченко Михайло Михайлович  | 10.01.2011            | вища    | член Політичної партії «Народна Самооборона»  | ТОВ «ФК Будівельенергія», директор                                    |
| 29                                                      | Олійник Михайло Іванович      | 03.11.2010            | вища    | член Української партії «Єдність»             | пенсіонер                                                             |